# Charles Daniels (Politiker)

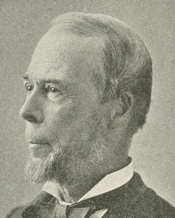
Charles Daniels (1896)

Charles Daniels (* 24. März 1825 in New York City; † 20. Dezember 1897 in Buffalo, New York) war ein US-amerikanischer Politiker. Zwischen 1893 und 1897 vertrat er den Bundesstaat New York im US-Repräsentantenhaus.

## Werdegang
Noch in seiner Jugend kam Charles Daniels nach Toledo im Staat Ohio. Dort erlernte er den Beruf des Schuhmachers, den auch sein Vater ausübte. Im Jahr 1842 zog er nach Buffalo. Nach einem Jurastudium und seiner 1847 erfolgten Zulassung als Rechtsanwalt begann er dort in diesem Beruf zu arbeiten. Zwischen 1863 und 1891 war er Richter am New York Supreme Court. Politisch wurde er Mitglied der Republikanischen Partei.
Bei den Kongresswahlen des Jahres 1892 wurde Daniels im 33. Wahlbezirk von New York in das US-Repräsentantenhaus in Washington, D.C. gewählt, wo er am 4. März 1893 die Nachfolge des Demokraten Thomas L. Bunting antrat. Nach einer Wiederwahl konnte er bis zum 3. März 1897 zwei Legislaturperioden im Kongress absolvieren. Seit 1895 war er Vorsitzender des Wahlausschusses Committee on Elections No. 1.
Im Jahr 1896 verzichtete Charles Daniels auf eine weitere Kongresskandidatur. Er starb am 20. Dezember 1897 in Buffalo, wo er auch beigesetzt wurde.